# Occidryas colon
Occidryas colon är en fjärilsart som beskrevs av Edwards 1881. Occidryas colon ingår i släktet Occidryas och familjen praktfjärilar. Inga underarter finns listade i Catalogue of Life.